# Lampriminae
Lampriminae es una subfamilia de coleópteros polífagos que contiene los siguientes tribus y géneros:

## Géneros
- Lamprima Latreille, 1806
- Streptocerus Dejean, 1833
- Dendroblax White, 1846
- Homolamprima Macleay, 1885
- Palacognathus Waga, 1883 †
- Phalacrognathus Macleay, 1885